# مارسلو مندز
مارسلو مندز (انگلیسی: Marcelo Méndez؛ زادهٔ january ۲۰, ۱۹۶۴ (۶۱ سال)) مربی والیبال اهل آرژانتین است.
وی از سال ۲۰۰۹ تا 2018 سرمربی باشگاه سادا کروزیرو بوده‌است و در سال‌های ۲۰۱۳، ۲۰۱۵ و ۲۰۱۶ موفق به کسب مدال طلای باشگاه‌های جهان شده‌است.وی هم اکنون سرمربی تیم ملی والیبال آرژانتین است.